# 3JS
3JS este o formație de muzică pop din Volendam, Olanda. Trupa a devenit cunoscută la nivel național după succesul albumului ei de debut, Watermensen, în 2007. Va reprezenta Țările de Jos la Concursul Muzical Eurovision 2011 cu melodia „Je vecht nooit alleen”.

## Biografie
Cei trei membri s-au cunoscut din anul 1996. Din anul 2002 au realizat la nivel local sub numele lor actual, 3JS.